# Silltrut
Silltrut (Larus fuscus) är en palearktisk häckfågel i familjen måsfåglar som tillhör det så kallade gråtrutskomplexet. Den är en smäcker trut med smala och spetsiga vingar, och den adulta fågeln har gula ben och svart eller grå mantel beroende på underart. De silltrutar med grå mantel som inte med säkerhet går att art-, eller underartsbestämma, kallas tillsammans för "ljusmantlade silltrutar".

## Systematik och utbredning
Silltruten har ett palearktiskt häckningsområde som i sin vidaste bemärkelse Larsus fuscus sensu lato sträcker sig från Island i nordväst till Spanien i sydväst och Tajmyrhalvön i nordöst. Sentida studier indikerar dock att genflödet mellan de tre västliga taxonen och de östligare heuglini och barabensis är mycket litet, varför många auktoriteter idag behandlar de två östliga taxonen som den egna arten tundratrut.
Utifrån denna systematik delas silltruten upp i tre underarter:
- Östersjötrut[4] (Larus fuscus fuscus) – nominatformen häckar huvudsakligen i Sverige och Finland, på öar och längs kusterna runt Östersjön, på västra Kolahalvön och i norra Norge. Dess nordligaste och östligaste häckningskolonier ligger i Onegabukten. Den är en långflyttare som främst övervintrar vid kusterna i tropiska Östafrika, men även i Mellersta Östern.
- Nordsjösilltrut[4] (Larus fuscus intermedius) – häckar i södra Norge, västra Sverige, Danmark, Nederländerna och nordvästra Belgien. Den övervintrar i västra Europa och söderut till västra Afrika.
- Atlantsilltrut[4] (Larus fuscus graellsii) – denna västliga underart häckar på Island, Färöarna, Storbritannien, Irland, i västra Frankrike, Portugal och nordvästra Spanien. Den övervintrar från mitten av Irland och söderut längs med Europas västra kuster ner till västra Afrika.

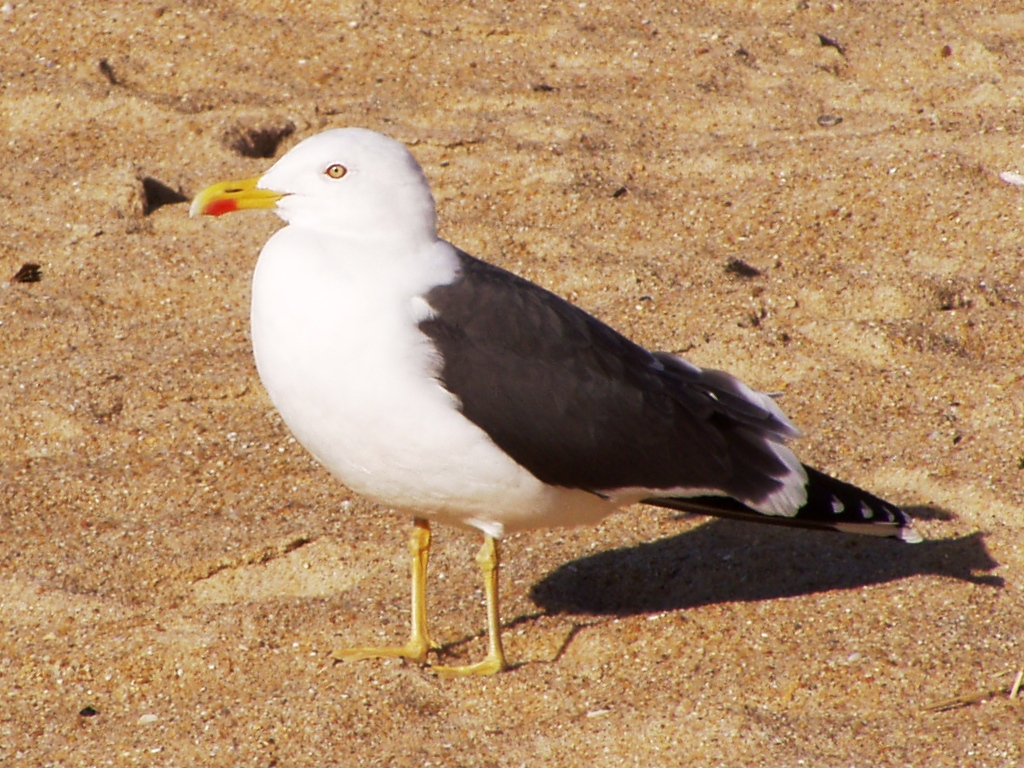
Adult nordsjösilltrut (L. f. intermedius), i februari, Portugal.
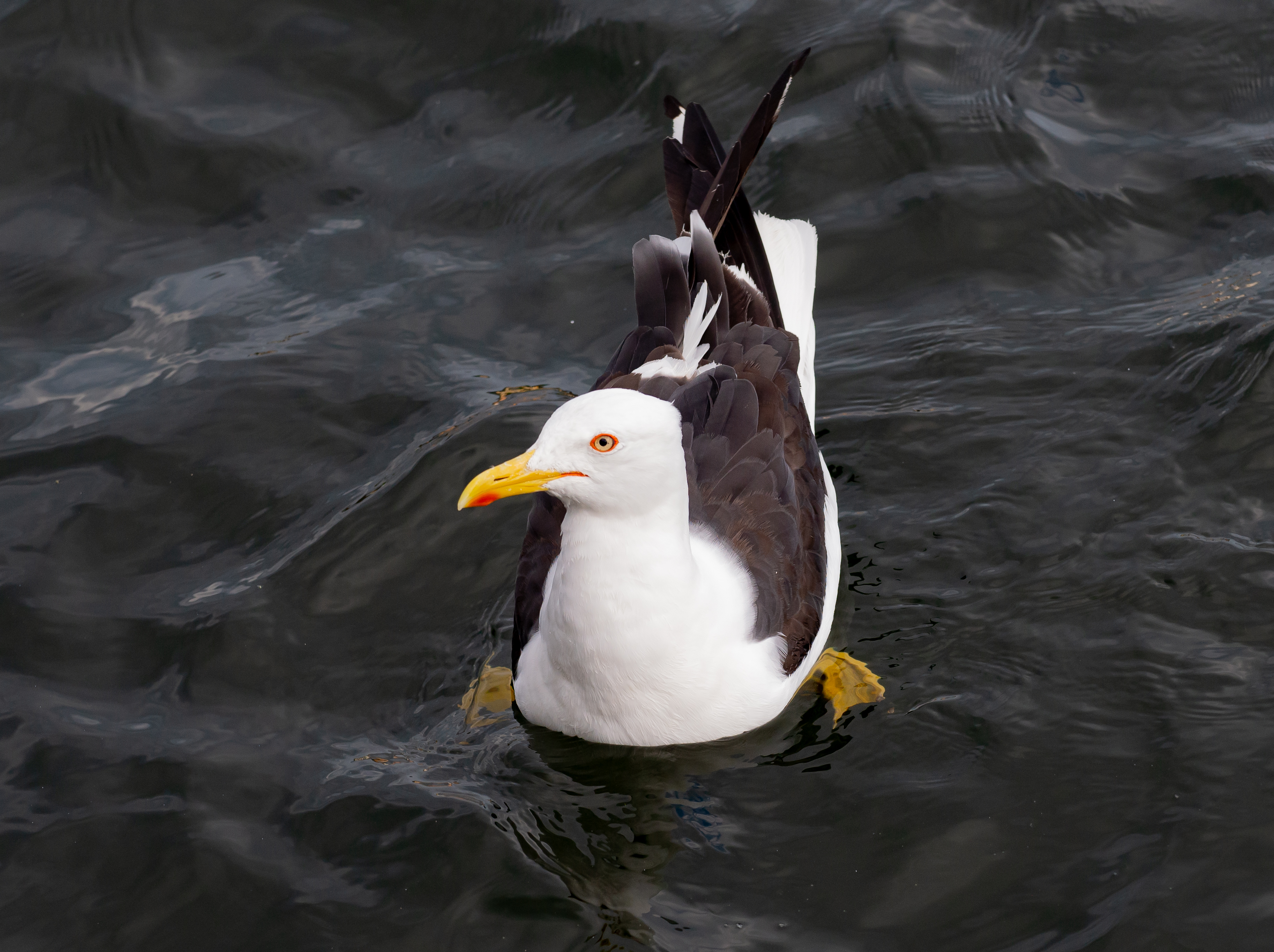
Adult östersjösilltrut i Norrström i Stockholm.
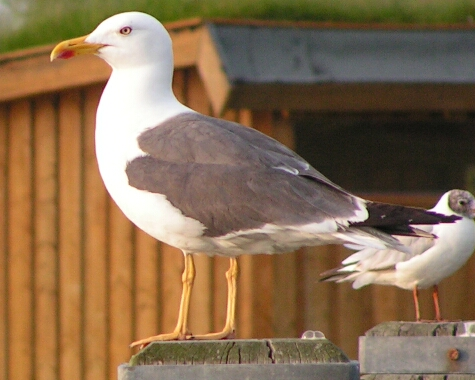
Adult atlantsilltrut (L. f. graellsii), i Tyskland.

Utbredningsområdet för underarten graellsii expanderar åt nordost varför det skapats en kontaktzon mellan graellsii och intermedius. Numera förekommer därför samhäckning mellan dessa taxon och individer med en varierad grad av grå mantel förekommer. Dessa mellanformer kallas ibland för "Dutch intergrades".
Då det ibland kan vara mycket svårt eller till och med omöjligt att underartsbestämma individer som inte befinner sig på häckningsplats så har samlingsbegreppet "ljusmantlad silltrut" skapats för den gråmantlade graellsii och heuglini, tillsammans med de övergångsformer som kallas "Dutch intergrades".

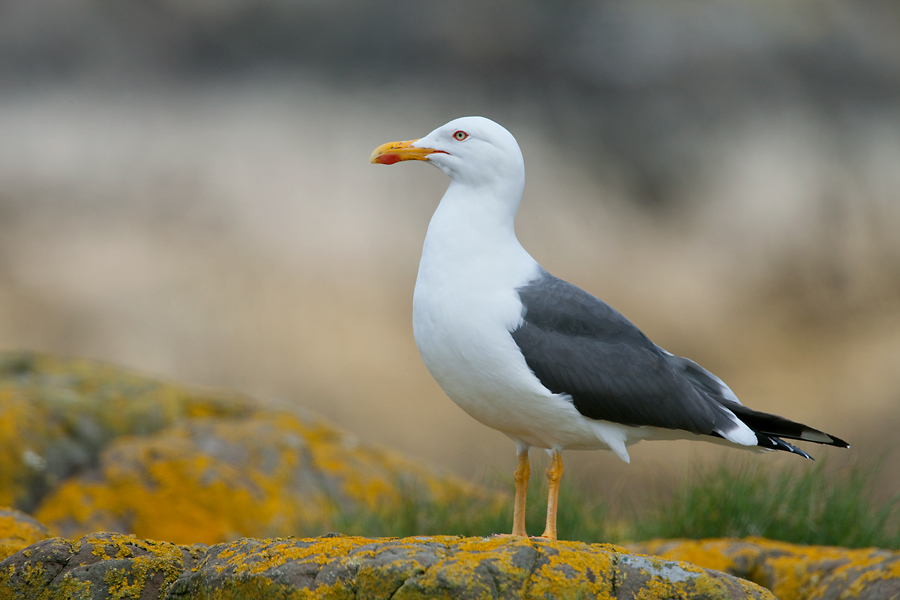
Silltrutar med grå mantel som ej med säkerhet går att underartsbestämma kallas för "ljusmantlade silltrutar".

### Flyttning
De baltiska och ryska populationerna är flyttfåglar som flyttar till Östafrika och Indien. De västeuropeiska och västskandinaviska populationerna övervintrar främst i västra och sydvästra Europa och nordvästra Afrika medan de sydligare populationer, från centrala Irland och söderut, är stannfåglar. De flesta ettåriga fåglar stannar hela året i vinterkvarteren och det är därför ovanligt att, av de flyttande populationerna, se individer i första sommardräkt på häckningsplats.

### Silltruten i Sverige
Det häckar två underarter av silltrut i Sverige: L. f. intermedius på västkusten och L. f. fuscus vid Östersjön. Den har också vid några tillfällen häckat vid Vänern, Mälaren, Hjälmaren, Storsjön och Torneträsk. Under 2000-talet har den svenska östliga populationen fuscus minskat medan den västliga populationen intermedius istället har ökat.

## Utseende och läte

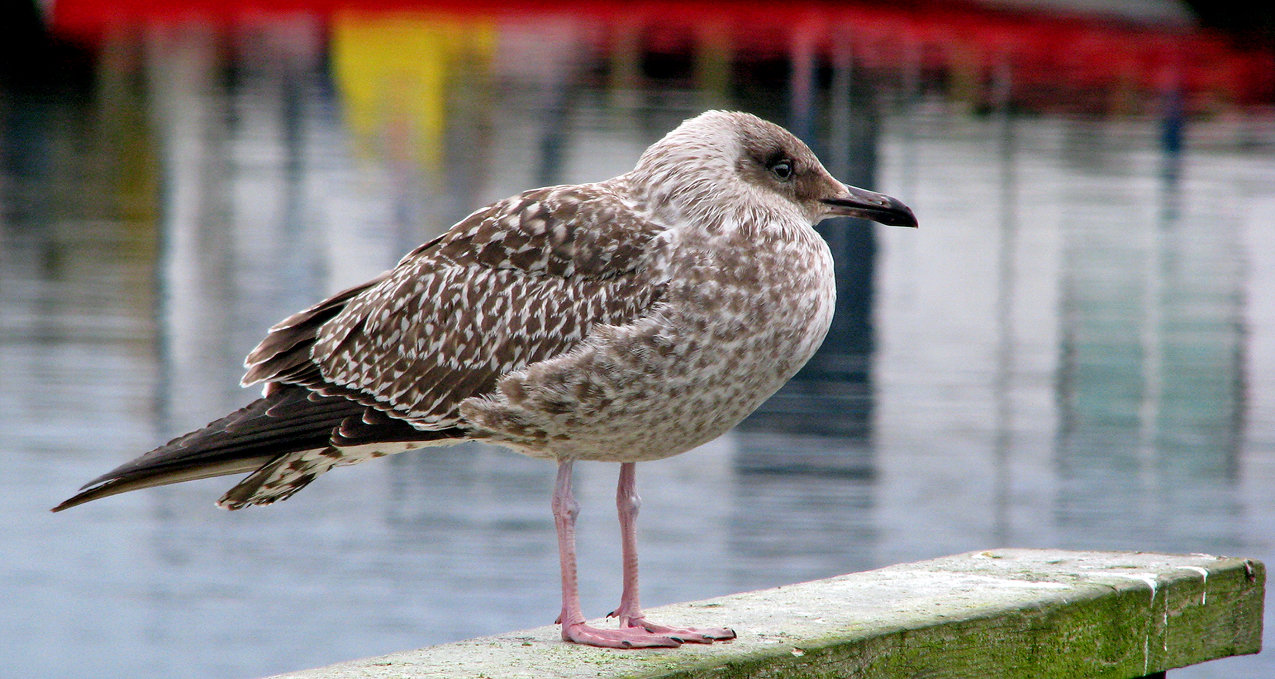
Juvenil silltrut under första kalenderåret (1K).

Silltruten är en smäcker trut med smala och spetsiga vingar. Den adulta fågeln har gula ben och antingen svart mantel (intermedius och fuscus) och då påminner om en mindre och smalare havstrut, eller grå mantel (graellsii och heuglini) som påminner om medelhavstrut. Dess vingar har en smal vit bakkant och på vintern blir dess annars vita huvud gråstreckat. Den är något mindre än gråtruten med en längd på 52–60 centimeter, ett vingspann på 135–155 cm och en vikt på 1 100 gram.
Silltruten har generellt fyra åldersklasser som de andra stora trutarna, men uppvisar ofta ett mer komplicerat ruggningsmönster än många andra trutar i gråtrutskomplexet. Vanligtvis anlägger den adult dräkt drygt tre år efter kläckningen, det vill säga på sitt fjärde levnadsår. Läs mer om trutars ruggning. Både fuscus och heugelini kan dock uppvisa ett snabbare ruggningsförlopp och anlända till sina häckningsområden med en komplett ruggad adult fjäderdräkt redan under det tredje levnadsåret.
Som juvenil och under första vintern är silltruten vattrad i svart, vitt, grått och beige. Den är svår att särskilja från gråtrut och medelhavstrut. Dock är alla dess handpennor helmörka till skillnad från dessa andra trutar. Som regel kan man säga att den i kontrast ligger mitt emellan gråtrutens gråa fjäderdräkt och havstrutens svartvitvattrade fjäderdräkt. Sent under andra vintern anlägger den sin adulta svarta eller gråa rygg, medan vingarna är då fortfarande vattrade som hos första vinterns fåglar.

### Morfologiska skillnader mellan underarterna
Nominatformen Larus fuscus fuscus är den underart som i adult dräkt har den mörkaste manteln. Den har helt svart mantel som är svartare än hos havstrut, och i fräsch dräkt uppvisar den ingen kontrastskillnad mot vingspetsen. När dräkten slitits och solblekts har manteln ofta en mahognybrun ton. På vintern har den bara lite streckad huvudteckning. Nominatformen har en rundare huvudprofil än graellsii och intermedius och dess näbb upplevs som slankare vilket ger den ett mjukare intryck. I flykten upplevs den som det slankaste och mest smalvingade taxonet. Larus fuscus intermedius har en gråare ton på manteln än nominatformen. Dock fortfarande lika svart, eller bara något ljusare än havstruten. I flykten ser man en kontrastskillnad mot vingspetsen. Ofta går det att särskilja adulta intermedius från fuscus men vissa individer kan vara svårare. När fjäderdräkten slits får den en mer grå ton än mahognyton. L. f. graellsii har mörkt blyertsgrå ovansida som kontrastera tydligt mot de svarta vingspetsarna, som hos gråtruten. Tundratrut (L. heuglini eller Larus fuscus heuglini) har istället mörkgrå översida som graellsii men är något större och grövre.

### Läte
Lätet påminner om gråtrutens och låter gah eller glau.

## Ekologi

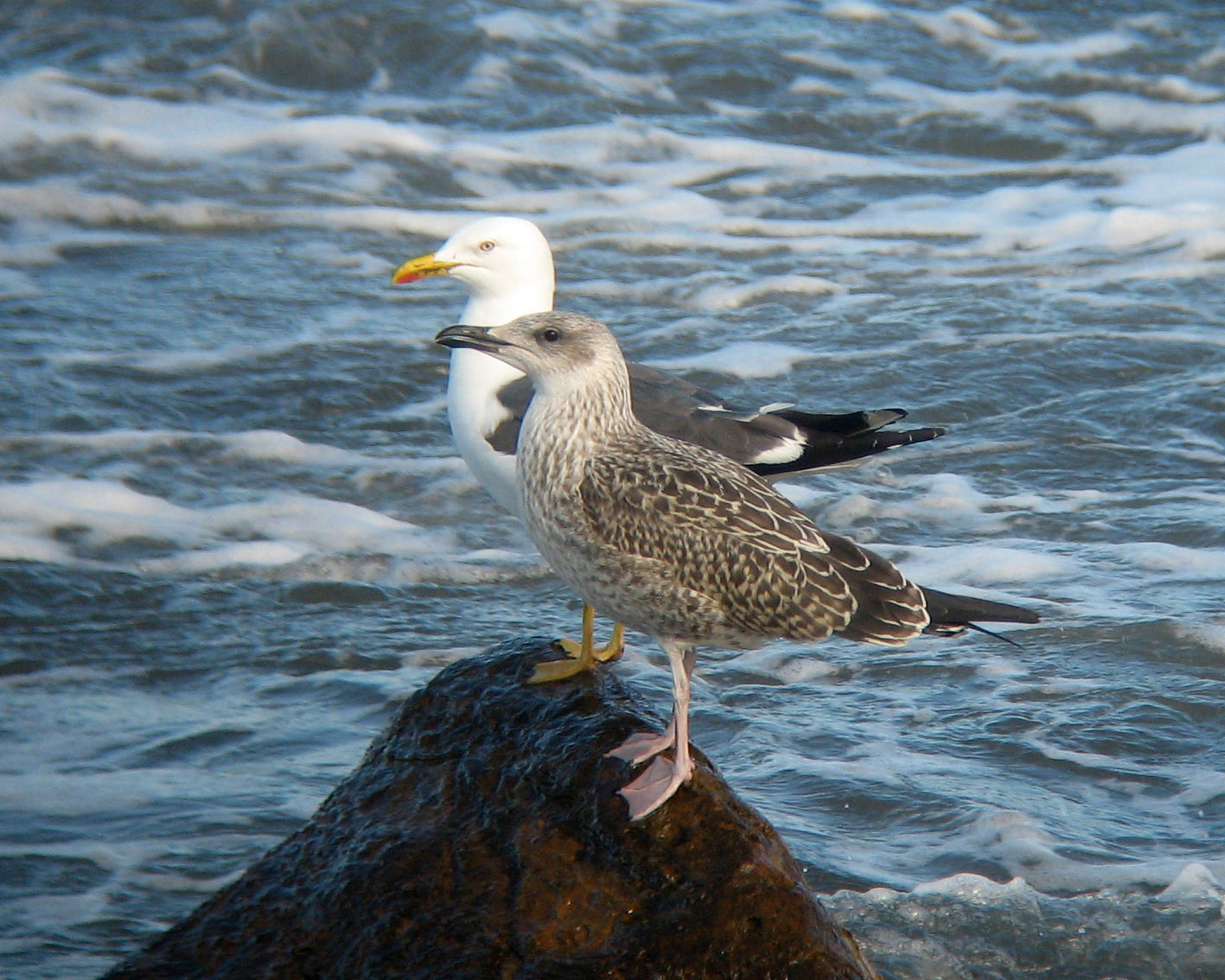
Två silltrutar av underarten L. f. graellsii. En juvenil i förgrunden och en adult i bakgrunden.

### Biotop
Silltruten är en utpräglad saltvattenfågel som mest ses utmed kusterna. Dock observeras den i inlandet under flyttningen på vår och höst då den kan befinna sig på åkrar där den letar efter mask.

### Häckning

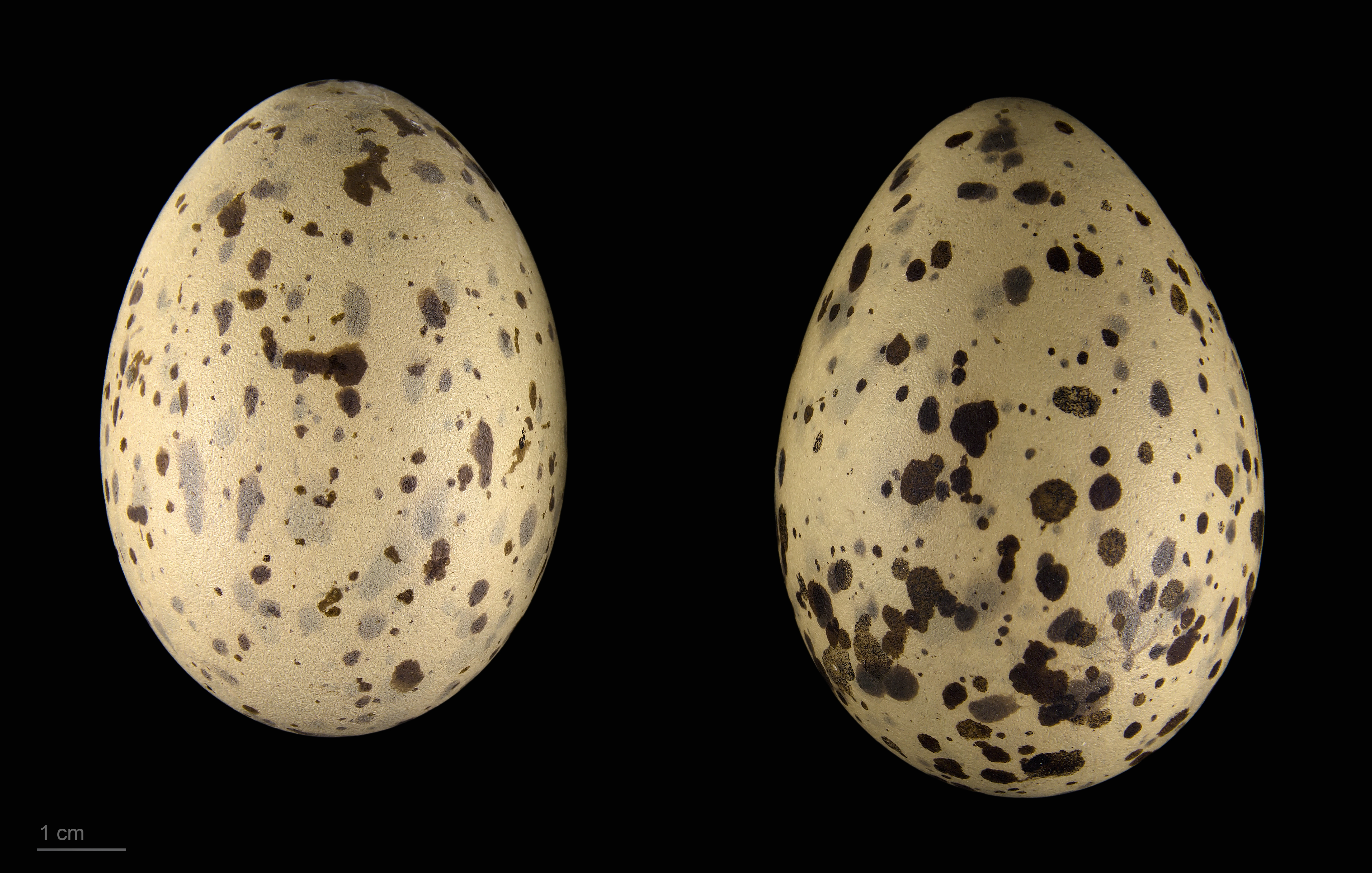
Larus fuscus graellsii

Silltruten häckar ibland i stora kolonier då bona nästan är sammanväxta men den häckar också ensam på karga hällar i yttre skärgården. Den lägger en kul om året i maj till juni och lägger då i genomsnitt 3 ägg som ruvas i snitt mellan 24 och 28 dygn. Dunungarna lämnar tidigt bona och blir flygga efter cirka 35 dygn.

## Silltrut och gråtrut - ringart
Silltruten ansågs tidigare vara en ringart och bilda en rascirkel tillsammans med gråtruten. Senare forskning har visat att gråtrutskomplexet inte är så prydligt konstruerat som en cirkel och släktskapen inom gruppen är mer komplicerade. Se Gråtruten och silltruten - Ringart.

## Silltruten och människan

### Status och hot
Silltruten har en stor utbredning på 1 000 000–10 000 000 kvadratkilometer och världspopulationen uppskattas uppgå till 680 000–750 000 individer. Internationella naturvårdsunionen IUCN kategoriserar därför arten som livskraftig.
Silltruten kategoriserades tidigare i Sverige som nära hotad (NT). Sedan 2020 bedöms dock hotstatus för de i Sverige häckande underarterna var för sig. Numera upptas därför enbart nominatformen fuscus på Artdatabankens rödlista, som sårbar, medan intermedius anses ha en livskraftig population.
Endast cirka fyra av 100 ungar klarar sig till vuxen ålder. För närvarande vet man inte med säkerhet vad den kraftiga beståndsminskningen av nominatformen av silltrut beror på. Sannolikt finns flera samverkande faktorer som påverkar bestånden negativt. Enligt undersökningar i Nordnorge förklaras den kraftiga minskningen där av födobrist (minskande bestånd av pelagiskt stimlevande mindre fiskar). Enligt finska studier finns det emellertid inga belägg för födobrist i Östersjön. I Östersjön ökade kvicksilverhalten i fjädrar och troligen även i dess ägg hos samtliga trutarter under perioden 1979–1991. Enligt undersökningar i Finska viken avlider 70 % av silltrutens ungar i sjukdomar, troligen orsakade av dysfunktion hos levern. De dör av blodförgiftning och har höga PCB-halter just i levern. Endast 5 % av ungarna blir flygga och hela 25 % blir tagna av predatoriska gråtrutar. Eftersom silltruten häckar sent på säsongen i jämförelse med till exempel gråtruten, påverkar dessutom mänskliga aktiviteter, som bad, fiske och friluftsliv, arten negativt. I övervintringsområdena och längs flyttningslederna kan jakt vara ytterligare en bidragande orsak till populationsminskningen. 

### Larus fuscus fuscus
Nominatformen av silltrut (L. f. fuscus) har sedan 1970-talet haft en negativ utvecklingstrend och världspopulationen omfattade 2007 mindre än 20 000 par. I Sverige minskade den från 17 000 par i slutet av 1970-talet till 4 000-5 000 par på 2000-talet. I Finland minskade underarten från 12 000 par i början av 1980-talet till 6 000–7 000 par på 1990-talet. Även i norra Norge, Ladoga och Onega har beståndet minskat. På några få platser har utvecklingen varit positiv och dessa är Karlsöarna med en fördubbling av beståndet från 1998–2004, Gästrikland med en fördubbling 1990–2006, och Berezovejöarna i Finska viken där det häckade 50 par i slutet av 1970-talet och hela 350–450 par 2002–2005.
Även beståndet i Onegabukten i Vita havet har ökat sedan i varje fall mitten av 1980-talet och man räknar med att cirka 10 %, det vill säga 2 000-2 100 par (2007), av världspopulationen häckar där. Både underartens nordligaste häckningskoloni, på ön Malyj Robak, och dess östligaste, Zjizjgiön, ligger i Onegabukten. Den största kolonin i Onegabukten ligger på ön Krasivyj i Solovetskijarkipelagen och har i genomsnitt haft 240 häckande par 1990-2007 och har ökat till 300 par de sista åren.
Konkurrens med gråtrut har föreslagits som orsak till silltrutens tillbakagång i Östersjön, men detta motbevisas av siffrorna från Vita havet då både gråtrut och silltrut parallellt har ökat i detta område. Antalet häckande silltrutar i Östersjön följer skarpsillsbeståndets utveckling, en för silltruten viktig födokälla i Östersjön.

### Namn
Silltruten, som även kallats sillmås, har tillsammans med havstruten på Gotland kallats holmgjause.